# Kurpfuscher

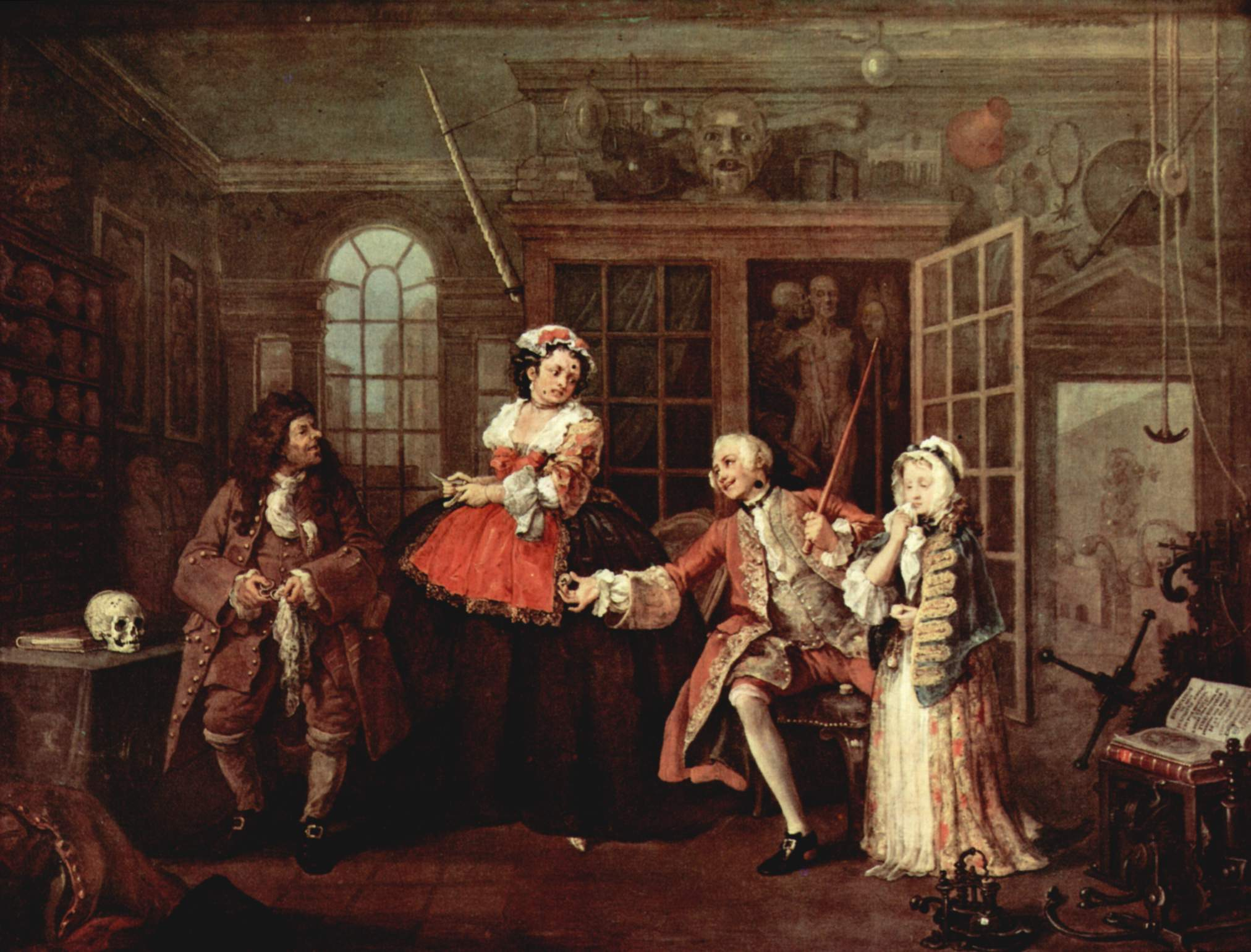
Besuch beim Kurpfuscher
(William Hogarth, um 1745)

Kurpfuscher bezeichnet eine Person, die (als Scharlatan bzw. „Pfuscher“) ohne (ausreichende) medizinische Ausbildung Kranke (falsch) behandelt (bzw. „kuriert“) oder Schwangerschaftsabbrüche vornimmt. 
Mit dem Begriff Kurpfuscherei wird häufig auch eine negative Bewertung der Qualität dieser oder einer anderen Dienstleistung ausgedrückt, gelegentlich auch eine betrügerische Absicht.

## Begriffsgeschichte
Das Kompositum Kurpfuscher findet sich in keinem der großen deutschen Wörterbücher (Kaspar von Stieler, Johann Christoph Adelung, Joachim Heinrich Campe, Deutsches Wörterbuch der Brüder Grimm). Nach Wolfgang Pfeifer ist es Ende des 18. Jahrhunderts zuerst in Österreich gebraucht worden.
Der Begriffsbestandteil pfuschen meint hier, „rasch und darum liederlich, nicht zunftgerecht arbeiten“. Im Bereich der Heilkunde bezeichneten die Wörter Pfuscher (bzw. Medizinalpfuscher), Storger und Medikaster in erster Linie Heiler, die, ohne als Arzt oder Apotheker zugelassen zu sein, eine Heiltätigkeit ausüben, während mit Kurpfuscher nicht nur ein solcher unprofessioneller Heilkundiger, sondern auch ein approbierter Heiler mit zweifelhafter Kompetenz bzw. Qualifikation gemeint sein kann. Als Kurpfuscher im weiteren Sinne wurden auch Laienbehandler (Laienpraktiker) bezeichnet, die als Naturheilkundige („Naturärzte“), Homöopathen oder Magnetopathen „in eigener Regie“ behandelten.
Die Abgrenzung eines Arztes vom Kurpfuscher beruht nicht nur auf der fachspezifischen Kompetenz, sondern auch auf der Vertrauen bewirkenden Ethik und sittlich zuverlässigen Handlungsweise des akademisch ausgebildeten Heilkundigen.
Der Begriff wurde, wenn auch zuvor schon das Phänomen Kurpfuschertum bestand, besonders populär in der Kurpfuscherdebatte Ende des 19. und Anfang des 20. Jahrhunderts. Zu dieser Zeit setzte sich die organisierte Ärzteschaft unter anderem in „Kurpfuscherei-Kommissionen“ und in einer 1903 in Berlin gegründeten Deutschen Gesellschaft zur Bekämpfung des Kurpfuschertums für die Aufhebung der Kurierfreiheit innerhalb des Deutschen Reiches ein. Kurierfreiheit bezeichnet die (rechtliche) Möglichkeit, dass jeder unabhängig von seiner Ausbildung medizinische Behandlungen durchführen darf. Damit war, anders als in Österreich, Medizinalpfuscherei kein Bestandteil der Strafgesetzgebung mehr. Der Begriff „Kurpfuscher“ stand für eine Reihe älterer Begriffe (Quacksalber, Medikaster, Medizinalstorger, Medizinalpfuscher, Arzneypfuscher) und wurde unterschiedlich verwendet: Nach Auffassung einiger weniger Mediziner, Juristen und Richter, aber vor allem von Naturheilkundigen, traf die Bezeichnung jeden, der Kranke durch seine Behandlung schädigt, unabhängig davon, ob er eine Approbation besitzt oder nicht. Aus der Perspektive ständisch organisierter Ärzte galt er dagegen für alle, die ohne Approbation oder in Übertretung ihrer Approbationsgrenzen (z. B. als Dentist, Apotheker) überhaupt ärztlich behandelten.

## Rechtslage in Deutschland
Nicht in der Begrifflichkeit, jedoch inhaltlich fand das Verbot der Kurpfuscherei 1939 Eingang in das Heilpraktikergesetz. „Wer die Heilkunde, ohne als Arzt bestallt zu sein, ausüben will“, so seine wichtigste Aussage, „bedarf dazu einer Erlaubnis.“ Der Verstoß hiergegen ist gemäß § 5 Heilpraktikergesetz strafbar und wird mit Freiheitsstrafe bis zu einem Jahr oder mit Geldstrafe bestraft.

## Rechtslage in Österreich
Das österreichische Strafgesetzbuch enthält den § 184 „Kurpfuscherei“. Danach ist die gewerbsmäßige Ausübung einer Tätigkeit, die den Ärzten vorbehalten ist, ohne die zur Ausübung des ärztlichen Berufs erforderliche Ausbildung zu haben, mit Freiheitsstrafe bis zu drei Monaten oder mit Geldstrafe bis zu 180 Tagessätzen zu bestrafen. Der Täter ist nur strafbar, wenn er eine größere Zahl von Menschen behandelt hat. Die nicht gewerbsmäßig ausgeführte Kurpfuscherei ist gerichtlich nicht strafbar.